# Пацифікація
Пацифіка́ція (лат. pacificatio — умиротворення, замирення, успокоєння) — урядова політика, спрямована на утихомирення, замирення («пацифізм», запроваджений насильницькими методами) локалізованих етносів (національних меншин).
У різних контекстах термін охоплює:
- Каральну акцію проти українців Галичини, проведену Польською республікою у другій половині 1930-х (за наявними даними, акцію було розпочато 16 вересня, а закінчено 30 листопада 1930).
- Політику Польщі у період 1930–1939 рр. (часом включають період до 1943, а інколи й період кінця 1940-х рр., включно з операцією «Вісла»).
- Аналогічну політику у Чехословаччині, Радянському Союзі тощо, що охоплює примусові виселення етносів з місць їх корінного проживання, що є злочином проти людства й засуджується сучасним міжнародним законодавством (конвенціями).